# 奈井江大橋

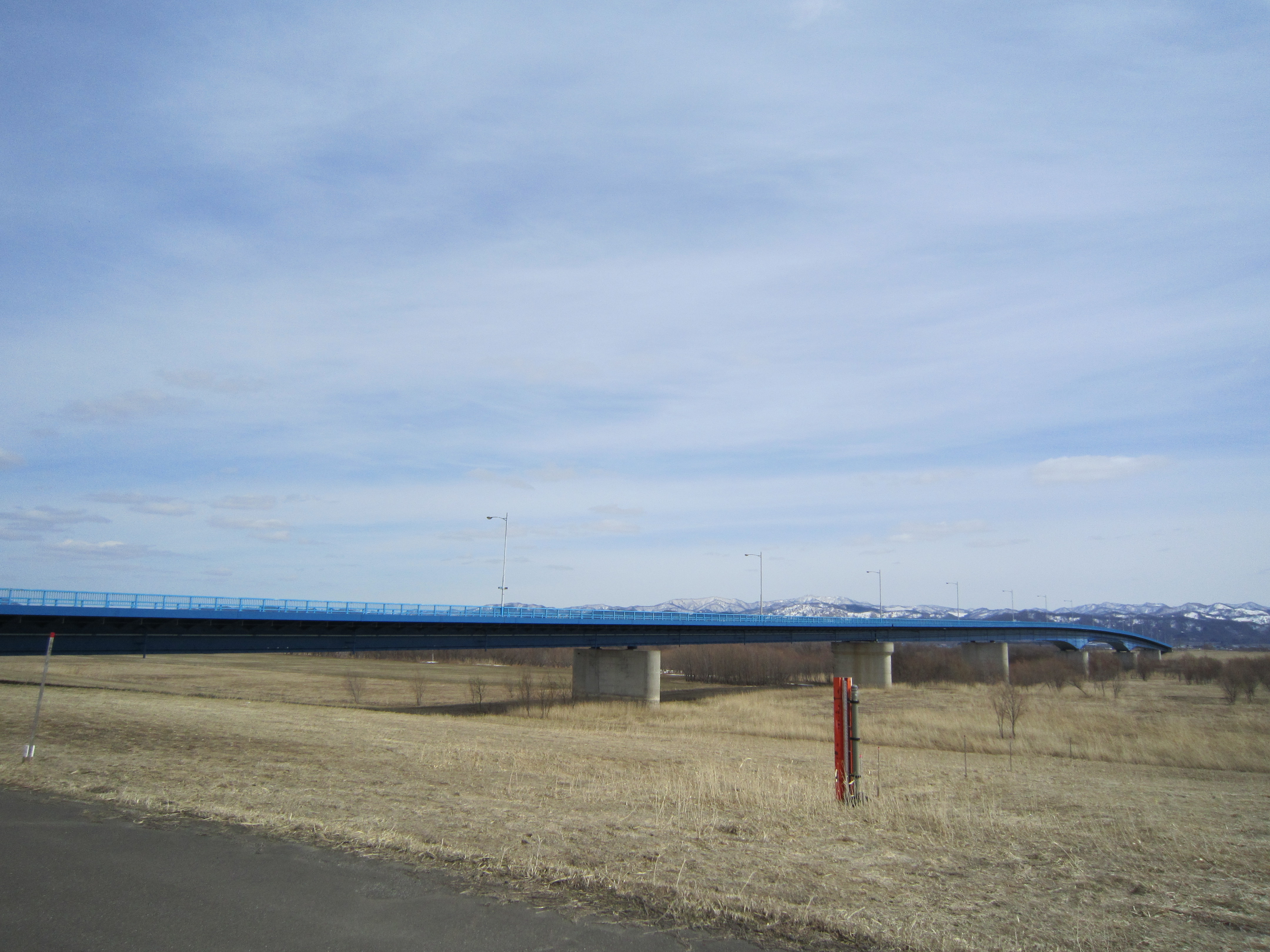
奈井江大橋

奈井江大橋（ないえおおはし）は、北海道空知郡奈井江町と樺戸郡浦臼町の間の石狩川に架かる北海道道278号奈井江浦臼線の道路橋梁。

## 地理
石狩川の河口より数えて10番目に位置する橋であり、上流側には砂川大橋が、下流側には美浦大橋が架かっている。

## 歴史

### 1959年の橋
石狩川のこの辺りは古くは氾濫が激しく、昭和の中頃まで川を渡る手段としては渡船しかなかった。浦臼の住民は、交通手段が発達している奈井江側へ橋で渡ることを望んでいた。1947年頃から橋を架ける運動を始めたが、上流に位置する砂川市でも同時期に橋を架ける運動を行っていて、争奪戦は激しくなった。
結局、砂川大橋は国が、奈井江大橋は北海道が費用を負担することで決着を見た。1952年11月建設開始、1959年6月14日完成。長さ395.6m、幅5.5mのワーレントラス橋であった。
橋が完成してから、石狩川の水路変更に伴う築堤の建設に対応して橋を延伸した。この延長部分は長さ409.4m、幅7.5mであった。1973年11月に完成。

### 2002年の橋
初代の橋は長い間使用に耐えてきたが、老朽化が進んでいた。そこで、橋を架け直すこととした。2002年4月27日完成、長さ807.0m、幅12.0m。

## 周辺
- 奈井江発電所
- トイ沼（三日月湖）

座標: 北緯43度25分48.6秒 東経141度50分41.5秒 / 北緯43.430167度 東経141.844861度